# 柳窪

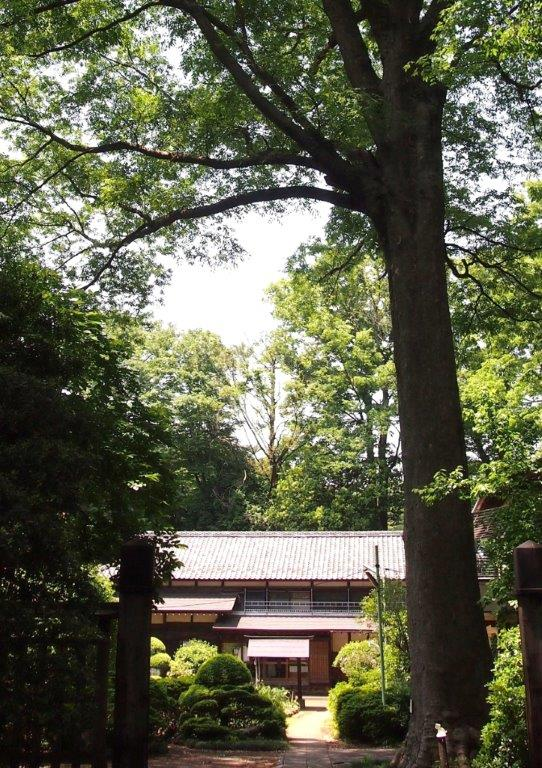
古民家と欅の古木（柳窪1丁目）

柳窪（やなぎくぼ）は、東京都東久留米市の西端に位置する町丁 。

現行行政地名は柳窪一丁目から柳窪五丁目まである。

柳久保とも表記する。住民基本台帳に基づく2017年（平成29年）4月1日現在の人口は5,412人、2013年（平成25年）1月1日現在の面積は0.89km2。

郵便番号は203-0044。
東久留米市内を流れる黒目川の源流域の柳窪には、江戸時代末期から昭和初期までに建築された伝統的な造りの大・中型民家、白壁の土蔵群、古民家を取り囲むヒイラギの生垣、ケヤキ・カシなどの高木・巨木がそびえ立つ屋敷林が見られ、周辺の畑地と併せて、江戸時代の武蔵野の農村集落の面影を今に残している。黒目川源流域に沿った一帯1.3592ヘクタールは東京都が管理する「柳窪緑地保全地域」に指定されている。

## 地理
東久留米市の西端に位置し、西は東村山市、南は小平市と接する。南部を東西方向に新青梅街道が通過する地域であり、大部分は住宅地として利用されている。二丁目に山崎製パン武蔵野工場、四丁目に黒目川の水源、五丁目に東久留米市立第十小学校がある。
北は下里三丁目・四丁目、東は滝山五丁目・六丁目、南は小平市大沼町二丁目・四丁目、小平市美園町三丁目、西は東村山市萩山町五丁目、東村山市恩多町一丁目・二丁目、と接する。

### 小・中学校の学区
公立の小・中学校に通学する場合、学区は次のように指定されている。このうち、第十小学校は柳窪五丁目にある。
| 丁目       | 区域                     | 小学校                          | 中学校     |
| ---------- | ------------------------ | ------------------------------- | ---------- |
| 柳窪一丁目 | 9番、10番1号・36号〜55号 | 第十小学校 （旧下里小学校区域） | 下里中学校 |
| 柳窪一丁目 | 上記以外                 | 第十小学校                      | 下里中学校 |
| 柳窪二丁目 | 全域                     | 第十小学校                      | 下里中学校 |
| 柳窪三丁目 | 全域                     | 第十小学校                      | 下里中学校 |
| 柳窪四丁目 | 全域                     | 第十小学校                      | 下里中学校 |
| 柳窪五丁目 | 全域                     | 第十小学校                      | 下里中学校 |

### 古民家と屋敷林

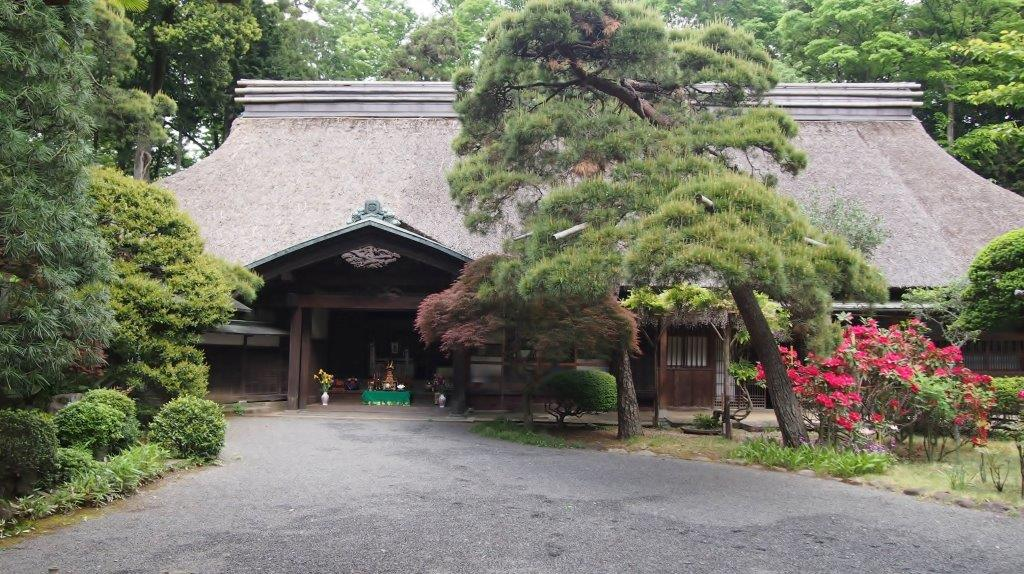
顧想園_村野家住宅（柳窪4丁目）

柳窪には屋敷林に囲まれた江戸時代末期から明治初期の大型民家5軒と明治中期から昭和初期の中規模の伝統的な民家8軒が残っている。また、養蚕による生糸の輸出で栄えた時代の建物もいくつか現存し、実用されている。
旧集落内には土蔵が21棟建っている。白壁の土蔵が20棟、外壁に大谷石が積まれている土蔵が1棟で、農村風景の歴史的な環境が維持されている中で、この地区の景観の重要な要素となっている。
江戸時代、大都市となった江戸においては大火が頻繁に起こった。そのため享保期（1716年 - 1735年）以降、幕府は防火対策のひとつとして土蔵等の建築を奨励した。以来、土蔵の建築は農村部にも普及し、柳窪においても幕末から明治・大正期にかけて築かれた土蔵は多い。2008年（平成20年）の日本女子大学住居学科による調査対象となった土蔵群は幕末期3、明治初期3、明治30年代3、大正期1、年代不詳1となっている。
この地域には鬱蒼としたケヤキ、シラカシからなる屋敷林が残っている。そのなかでひときわケヤキの大木が目立つ柳窪四丁目の村野家住宅は、唯一東久留米市内に残る江戸時代の茅葺民家である。同住宅は、江戸から大正期にかけて建てられた貴重な建物として、2011年（平成23年）に主屋等7件が国の登録有形文化財に登録された。同年それらの建物を総称して「顧想園」と命名し、春と秋に一般公募の見学会（都文化財ウイークへの参加など）が実施されている。園内にはさまざまな植生が見られ、なかでも武蔵野では急激に数を減らしてなかなか見られなくなったクマガイソウ、キンランなどが保護されて、毎年春に花を咲かせる。

### 黒目川源流域と湧水

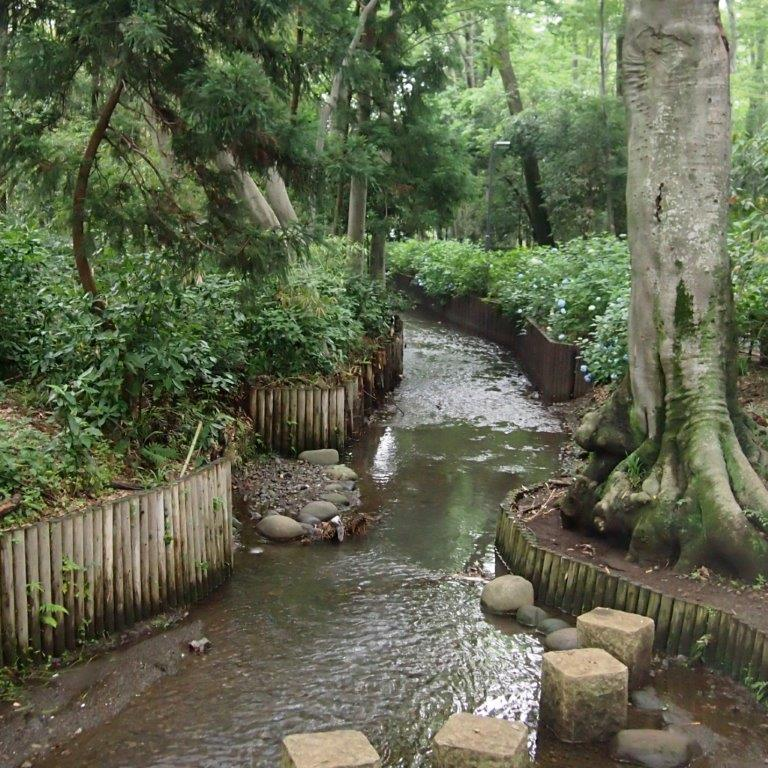
天神社前の黒目川と湧水_東京名湧水57選（柳窪四丁目）

現在は小平霊園内にあり、昔はさいかちの木が何本も生えていたためその名で呼ばれる「さいかち窪」（柳窪三丁目）は、地形的には黒目川の源流部にあたり、雨量の多いときに稀ではあるが林の中に湧水が出現する「幻の湧水」と言われる。黒目川沿いの天神社（柳窪四丁目）付近の湧水は、東京の名湧水57選に指定された。季節や天候により水量は変動し枯れることもあるが、透明でゆるやかな流れと伝統ある社殿、周辺の曲がりくねった道や道祖神は、昔ながらの風景を残している。
2013年（平成25年）に新青梅街道から黒目川沿いに柳窪を縦断して下流の柳橋まで約1kmにわたる遊歩道が開通した。「さいかちの道」と名付けられたこの道は、東京都指定の「雑木林のみち」の延長でもある。柳橋から下流には久留米西団地内の「しんやま親水広場」を抜ける遊歩道が整備されており、更にその先の下里氷川神社まで延伸する遊歩道は2017年（平成29年）4月に開通した。これにより新青梅街道から下里氷川神社まで黒目川に沿う約2.1kmの親水化整備区間の遊歩道が完成した。

## 歴史

### 近世から近代
江戸時代には武蔵野の荒地が開墾されて田畑となった。東久留米市域の村々は江戸時代初期またはそれ以前から存在していたが、旧柳窪村は江戸時代に入ってから開発され、寛文10年（1670年）に幕府領（天領）となった。安政5年（1858年）に一時期熊本藩領となったのを除き、幕末まで天領であった。村が成立して間もない元禄11年（1698年）、その石高は僅かに7石でしかなかったが、宝永6年（1709年）、隣接する田無村の飛地から74石が分けられ、合わせて82石2斗の村高となった。享保18年（1733年）には102石に、幕末ごろには柳窪新田分を含め233石となっている。
江戸時代の文献や石造物には「柳窪」または「柳久保」と表記されている。現在では柳窪一丁目 - 五丁目を中心に、下里四丁目の一部が含まれる。柳窪村の江戸時代、文政10年（1827年）の家数は38軒、人口は222人、1872年（明治5年）の家数は42軒、人口は253人だった。1872年（明治5年）から神奈川県に編入され、1889年（明治22年）に柳窪村など8村に柳窪新田などを加えて久留米村が成立した。1893年（明治26年）に東京府に編入し、1943年（昭和18年）に東京都となった。

#### 武州世直し一揆と柳窪

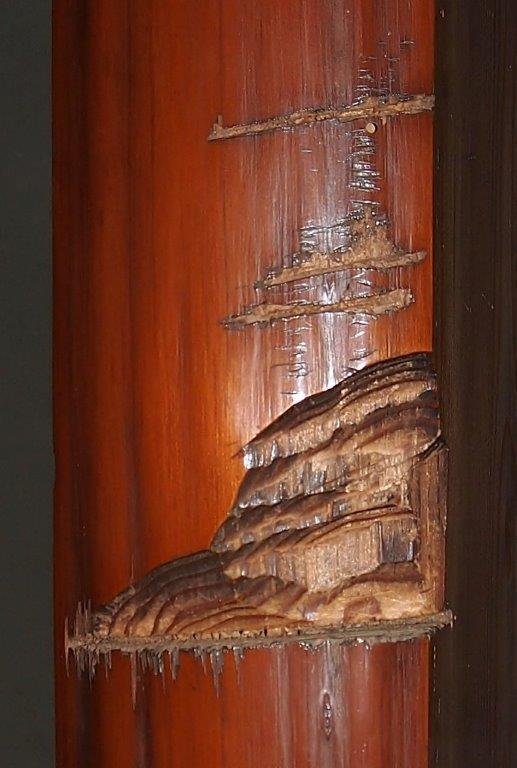
武州世直し一揆の床柱の傷_顧想園（柳窪4丁目）

慶応2年6月13日（1866年7月24日）、秩父郡上名栗村に端を発し、武蔵17郡・上野2郡に及んだ武州世直し一揆には、農民・民衆等10万人余が参加したといわれる。一揆勢は各地で米の安売りや施金・施米、質地証文・借金証文の廃棄などを求めて次つぎに豪農・豪商を襲いながら、鎮圧される同月19日（西暦7月30日）までの7日間で関東西部各地に広がった。打ちこわしの被害にあった村は202村。幕末期、しかも将軍のお膝元で起きた関東最大の一揆が幕藩体制に与えた衝撃は大きく、幕府の威信を揺るがし、その瓦解を早めた要因のひとつとなった。
この一揆の鉾先は柳窪にも向けられた。6月14日 - 15日（西暦7月25日 - 26日）に扇町屋、所沢などで豪・農商を襲い、16日（西暦7月27日）早朝には大岱村の亀次郎宅を打ちこわしたあと、柳窪村の名主七郎右衛門宅と分家・農業七次郎宅にも打ちこわしをかけた。その数は数百人との説もあるが定かではない。江戸の江川代官所内にあった砲術訓練所でかねてより特別の訓練を受けていた農民の武装組織、いわゆる江川農兵が一揆勢の鎮圧にあたった。田無村に出張中の江川代官所の役人は柳窪村打ちこわしの報を受け、すぐさま鉄砲をもった農兵16人と村役人や人足など150人ほどをひきつれ出陣した。農兵は七次郎宅打ちこわし中の一揆勢に向けて容赦なく発砲した。その結果、武器をもたない一揆勢はたちまち総崩れとなった。即死者8名、逮捕者13名、負傷者80余名という結果を残して、一揆勢は鎮圧・壊滅された。
事件発生の翌慶応3年4月（1867年5月）、襲撃を受けた農業村野七次郎ら12人の上層農は今後に備えて食料の備蓄などについて対策を講じ、自然災害や農民の困窮に備えて、村人全員257人60日分の食糧を備蓄すること、また非常の際、窮民への助成金として金10両を積み立てておくことを取り決めた記録が残されている。
村野七次郎宅であった村野家住宅（柳窪四丁目）には、主屋の奥座敷の床柱や長押に鋸や鎌などによると思われる襲撃の傷跡が今も残っている。
一揆勢を鎮圧刷るための江川農兵の出動は、柳窪村だけでなく、昭島市（築地川原、日野・八王子農兵）、あきる野市（入野村、五日市・桧原農兵）にも及んでいる。江川役所手代らの「見かけ次第うち殺すべし」との指示のもと、これらの地域でも激しい戦闘が繰り広げられた。築地川原での死者は18人、召捕は41人。入野村では死者10人、召捕26人であったという。武州世直し一揆展開図によれば、他所では藩兵・関東取締出役・自警団などが鎮圧にあたっていたが、多摩郡の江川支配下では、村の治安維持装置として武装農兵組織を本格的に稼働させた。柳窪村における一揆鎮圧は、このような武装農民組織が実戦投入されたケースとして注目される。

### 現代

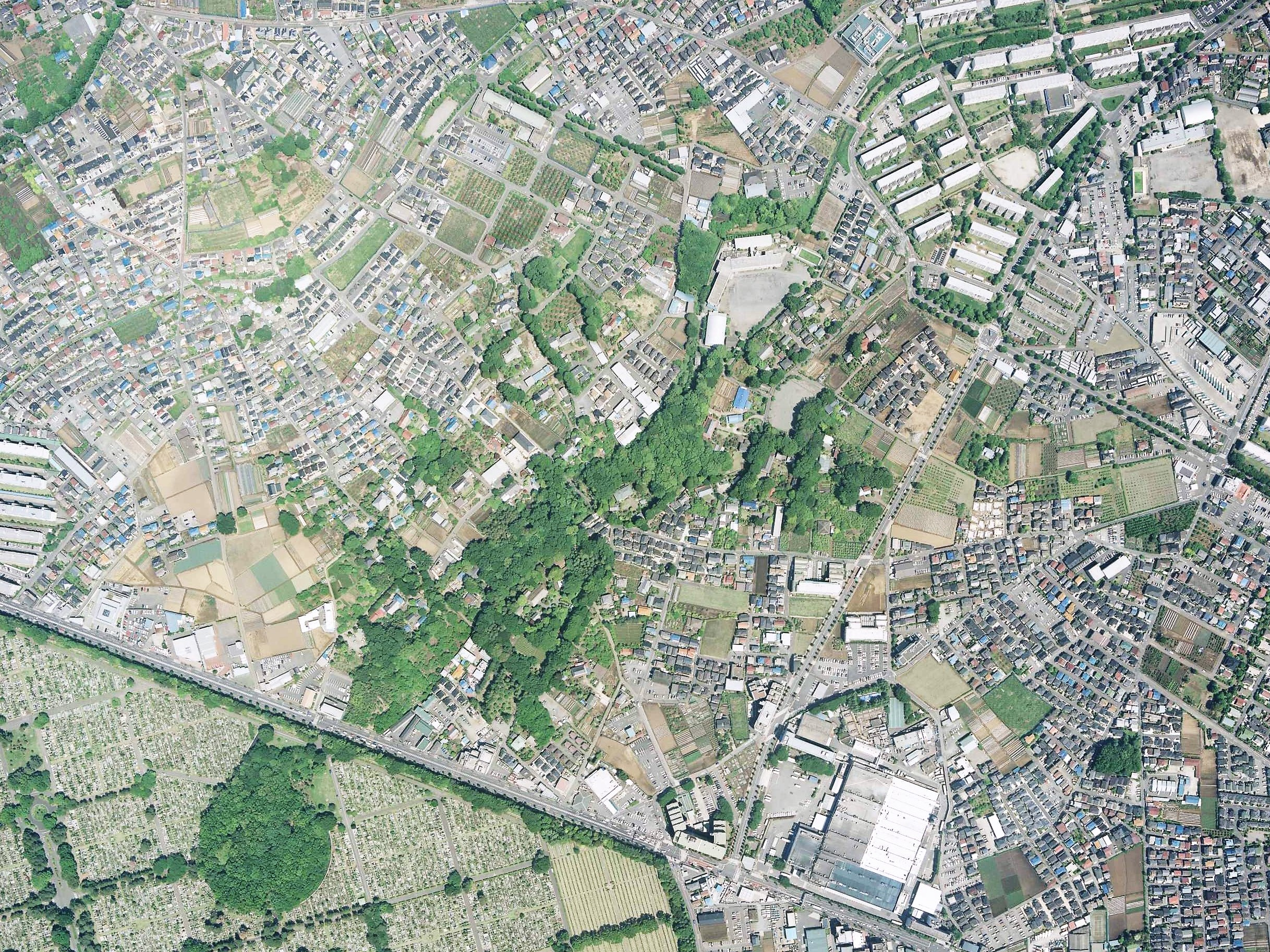
柳窪付近の空中写真。画像中央付近の緑地帯が「柳窪緑地保全地域」。2008年撮影。。

この地域も1950年代終り以降、東京のベッドタウンとして開発が進む。1959年（昭和34年）に旧保谷町・旧田無町・旧久留米町にまたがるひばりが丘団地が完成、1968年（昭和43年）には旧久留米町の雑木林の地に造成された滝山団地の入居が開始され、急激な人口流入が起こる。1968年（昭和43年）の新都市計画法の施行により市街化区域と市街化調整区域の区分が制定され、1970年（昭和45年）に東久留米市は市内全域が市街化区域に指定された。これにより柳窪地区の多くの畑地・果樹園の宅地への転用が加速され、平地林だけではなく屋敷林も消えていった。集落内にはラブホテルも建設された。
危機感を抱いた地元地権者の有志たちは、宅地開発の荒波のなかで緑と景観を守るべく、柳窪地区の12.2ヘクタールの土地を都市計画法上の「市街化調整区域」へ編入すること（逆線引き）を東京都に申請した。ルールに基づいて行政が決定した都市計画法の線引きの変更はむずかしく、また「市街化調整区域」では開発が強く制限されて土地取引価格の下落が一般的である。それでも有志たちはこの地域の自然と景観を保全する道を選んだ。申請は1990年（平成2年）に認められ、これにより、隣接する「柳窪緑地保全地域」と併せて、上空から見ると市街化地域の中に浮かぶ「緑の島」と呼べるような景観が残されることになった。
1969年（昭和44年）11月1日に住居表示を導入した。これと前後して柳窪と柳窪新田を柳窪一丁目から柳窪五丁目とし、一部は下里、南町、弥生へ移行した。柳窪四丁目と五丁目に「市街化調整区域」が含まれる。

## 柳久保小麦

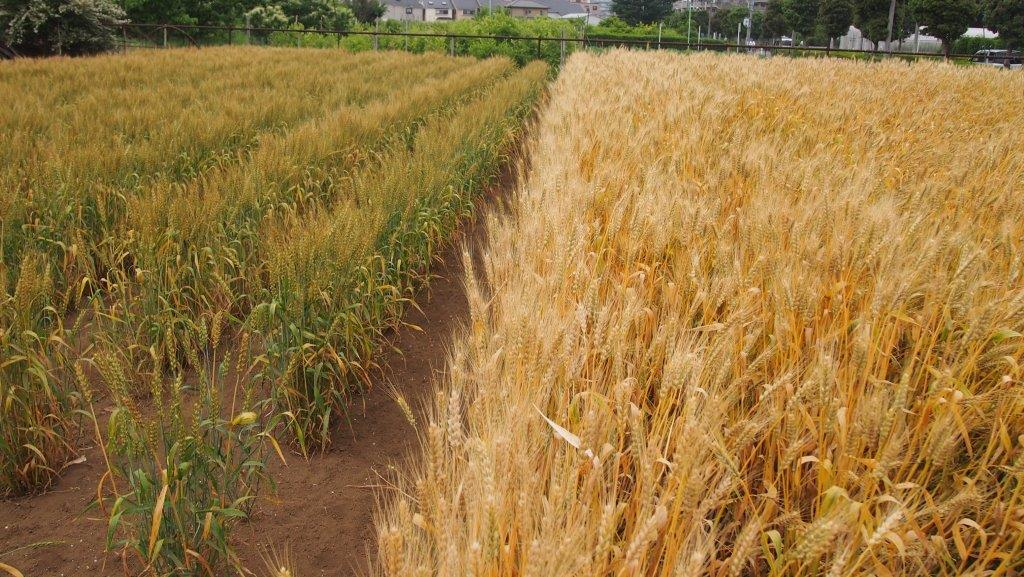
柳久保小麦（右）：従来種の小麦（左）より穂丈が長く太い

かねてより、柳窪は「柳久保小麦」発祥の地としてその名が知られている。柳久保小麦は、嘉永3年（1850年）あるいは嘉永4年（1851年）、柳窪の奥住又右衛門が旅先から持ち帰った一穂の麦から生まれたとする説が流布されているが、一方、江戸から肥料にまぎれて運ばれてきた日本国外の長穂の種を又右衛門が発見して増殖したとする説もあり、その経緯は必ずしも明確になっていない。優良な小麦だったので評判になり、「又右衛門種」あるいは「柳久保小麦」と呼ばれ、東京各地や神奈川県など近隣県の農家でも栽培された。この麦からは良質の粉ができ、「人が集まればうどん」の地域の習わしの中で、柳久保小麦の人気は高かった。柳久保小麦は、普通の小麦より穂丈が長く太いため、家屋の屋根材としても広く利用された。当時の民家は茅葺き屋根が多く、屋根材として不足する茅を補うために柳久保小麦の麦藁が使われた。
しかし、栽培にあたっては丈高のため倒れやすく、収穫量も他品種の約3分の1と少ないことから、1942年（昭和17年）に戦時中の食糧増産政策により作付けが中止された。その後、1985年（昭和60年）に又右衛門の子孫がつくば市の農林水産省農業生物資源研究所に保存されていた種を譲り受けて播種し、1988年（昭和63年）に46年ぶりに栽培を復活させた。
2010年代は、東久留米市内の10数軒の農家の協力により耕作され、うどん・ラーメン・かりんとう・饅頭・パン・クッキーなど関連商品が市内で販売されている。

## 世帯数と人口
2017年（平成29年）12月1日現在の世帯数と人口は以下の通りである。
| 丁目       | 世帯数    | 人口    |
| ---------- | --------- | ------- |
| 柳窪一丁目 | 272世帯   | 707人   |
| 柳窪二丁目 | 1,279世帯 | 2,722人 |
| 柳窪三丁目 | 159世帯   | 317人   |
| 柳窪四丁目 | 414世帯   | 1,040人 |
| 柳窪五丁目 | 187世帯   | 541人   |
| 計         | 2,311世帯 | 5,327人 |

## 交通

### 鉄道
鉄道空白地帯となる。
下記の駅が徒歩による主な利用圏内となる。 

| 近隣に存在する駅                                                  |
| ----------------------------------------------------------------- |
| 西武新宿線西武拝島線 - 小平駅(SS 19) 西武新宿線 - 久米川駅(SS 20) |

### バス
- 西武バス滝山営業所

…が周辺の路線を運行している。
- 西武バス柳窪一丁目バス停（滝山営業所管内）[41][42]
  - 武21 東久留米駅西口
  - 武21 武蔵小金井駅
  - 清03・清03-1 花小金井駅
  - 清03・清03-1 清瀬駅南口
  - （系統番号なし） 滝山営業所

（廃止路線）
- 久留31 昭和病院-東久留米駅西口（2015年4月1日 - 2018年3月30日）

### 道路
柳窪南部を東西方向に新青梅街道（東京都道5号新宿青梅線）が通過する。
- 東京都道129号東村山東久留米線
（旧道およびバイパス道路。旧道は、2022年3月31日付で都道廃止、2022年4月1日付で東久留米市の市道に移管。）

## 施設
柳窪一丁目
- やなぎくぼ広場[43]
- 都営柳窪一丁目アパート[44]
- トーショー交通株式会社本社[45]

柳窪二丁目
- 社会福祉法人聖心会くるみ保育園[46]
- 山崎製パン武蔵野工場[7]

柳窪三丁目
- 都営柳窪三丁目アパート[44]
- 小平霊園（敷地の一部）

柳窪四丁目
- 柳窪天神社[47]
- 柳窪山長福寺（真言宗智山派）

柳窪五丁目
- 東久留米市立第十小学校[7]
- 柳窪テニスコート[48]
- 築地本願寺東久留米会館[49]

## 文化財

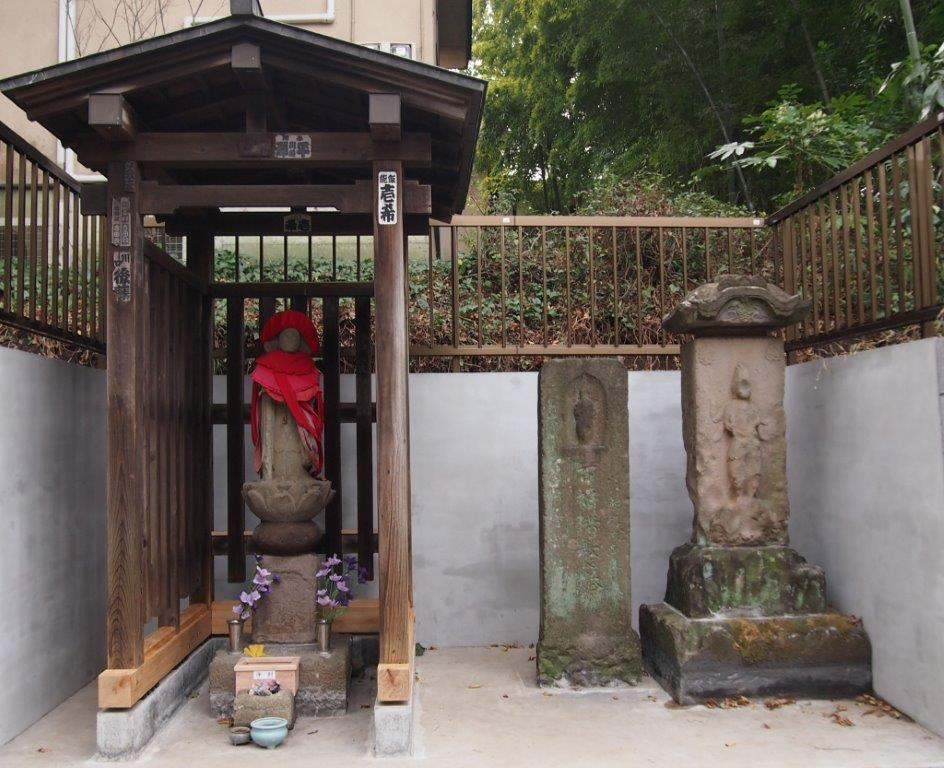
地蔵菩薩、石橋供養塔、庚申塔（柳窪天神下）

- 明治時代村地引絵図（市有形文化財第11号）東久留米市教育委員会所蔵　明治時代初期

1873年（明治6年）の地租改正令により作成されたもので、地租改正図ともいわれ、徴税の基本となる村絵図である。当時の8村1新田9ヵ村の全図9枚が残存しており、旧柳窪村の絵図も含まれている。
- 庚申塔（市有形民俗文化財第2号）柳窪四丁目長福寺下　明和元年（1764年）

正面に青面金剛の立像を現し、像の足下に三猿を配している。
- 地蔵菩薩石像（市有形民俗文化財第25号）柳窪5丁目墓地　宝永3年（1706年）

市内で2番目に古い地蔵菩薩の石像。丸彫りに近い浮き彫りに仕上げられている。蓮弁には奥住、内田、村野など造立者の名前が見られる。
- 石橋供養塔（市有形民俗文化財第3号）柳窪4丁目長福寺下　明和6年（1769年）

石柱型の供養塔で、正面光背形の窪みの中に観世音菩薩の立像を彫り、造立の趣旨と紀年銘を示している。
- 地蔵菩薩石像（市有形民俗文化財第30号）柳窪四丁目長福寺下　江戸時代後期

江戸時代の新田開発集落の面影を残す柳窪にあって、当時の村名（柳久保村）が彫られている地蔵菩薩石像として貴重。
- 柳窪囃子（市無形民俗文化財第2号）

天神社の春・秋祭で執り行う。柳窪囃子の流派は重松流。江戸時代末に所沢市の古谷重松が江戸の祭囃子から独自の旋律を考案したと伝えられる。